# Okaloosa County
Okaloosa County är ett administrativt område i delstaten Florida, USA, med 180 822 invånare. Den administrativa huvudorten (county seat) är Crestview.  
Flygvapenbaserna Eglin Air Force Base och Hurlburt Field är belägna i countyt.

## Geografi
Enligt United States Census Bureau har countyt en total area på 2 802 km². 2 423 km² av den arean är land och 379 km² är vatten.

### Angränsande countyn
- Covington County, Alabama - nord
- Walton County, Florida - öst
- Santa Rosa County, Florida - väst
- Escambia County, Alabama - nordväst